# Straßenbahn Krakau

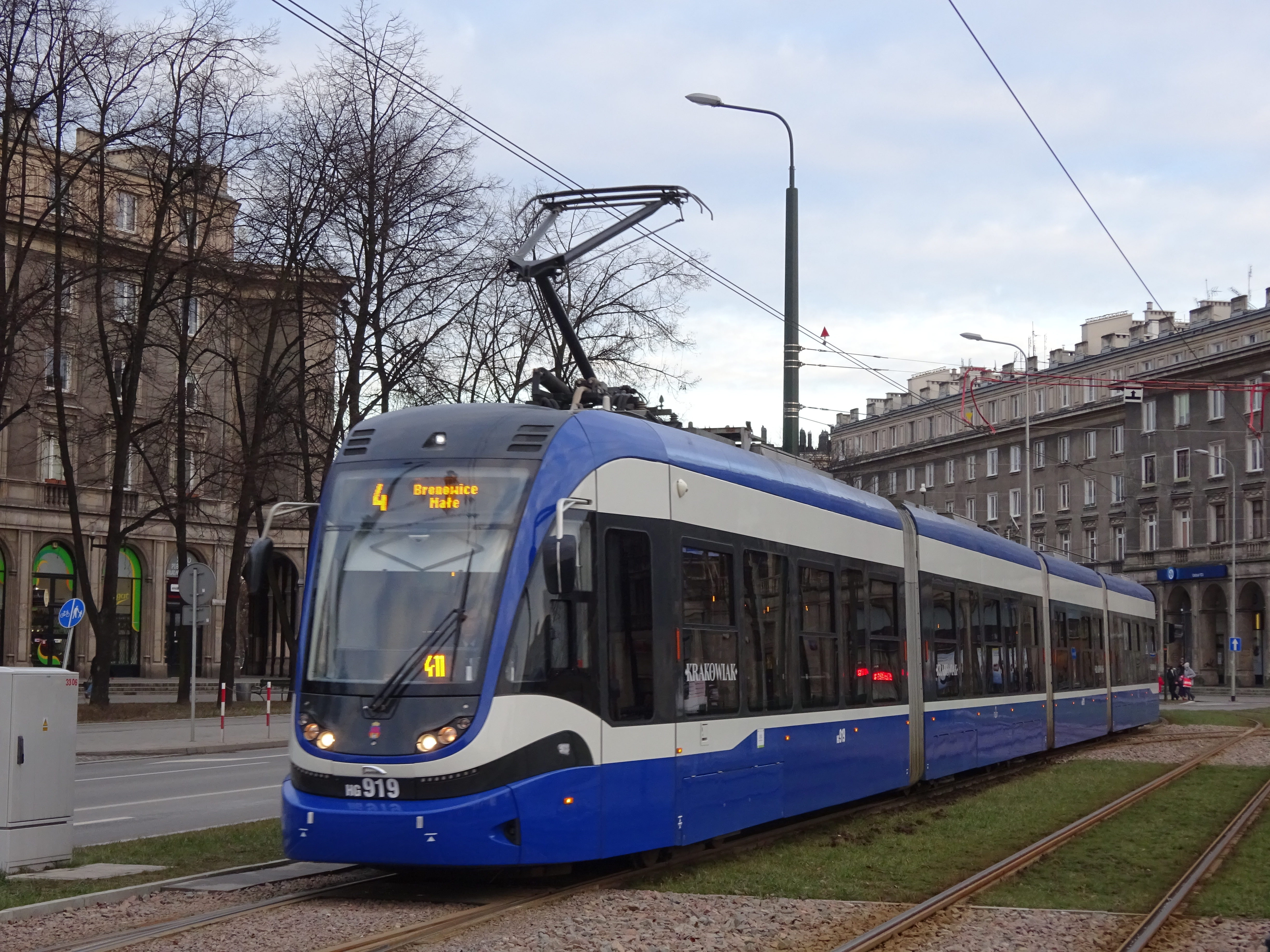
Pesa 2014N Krakowiak in Krakau

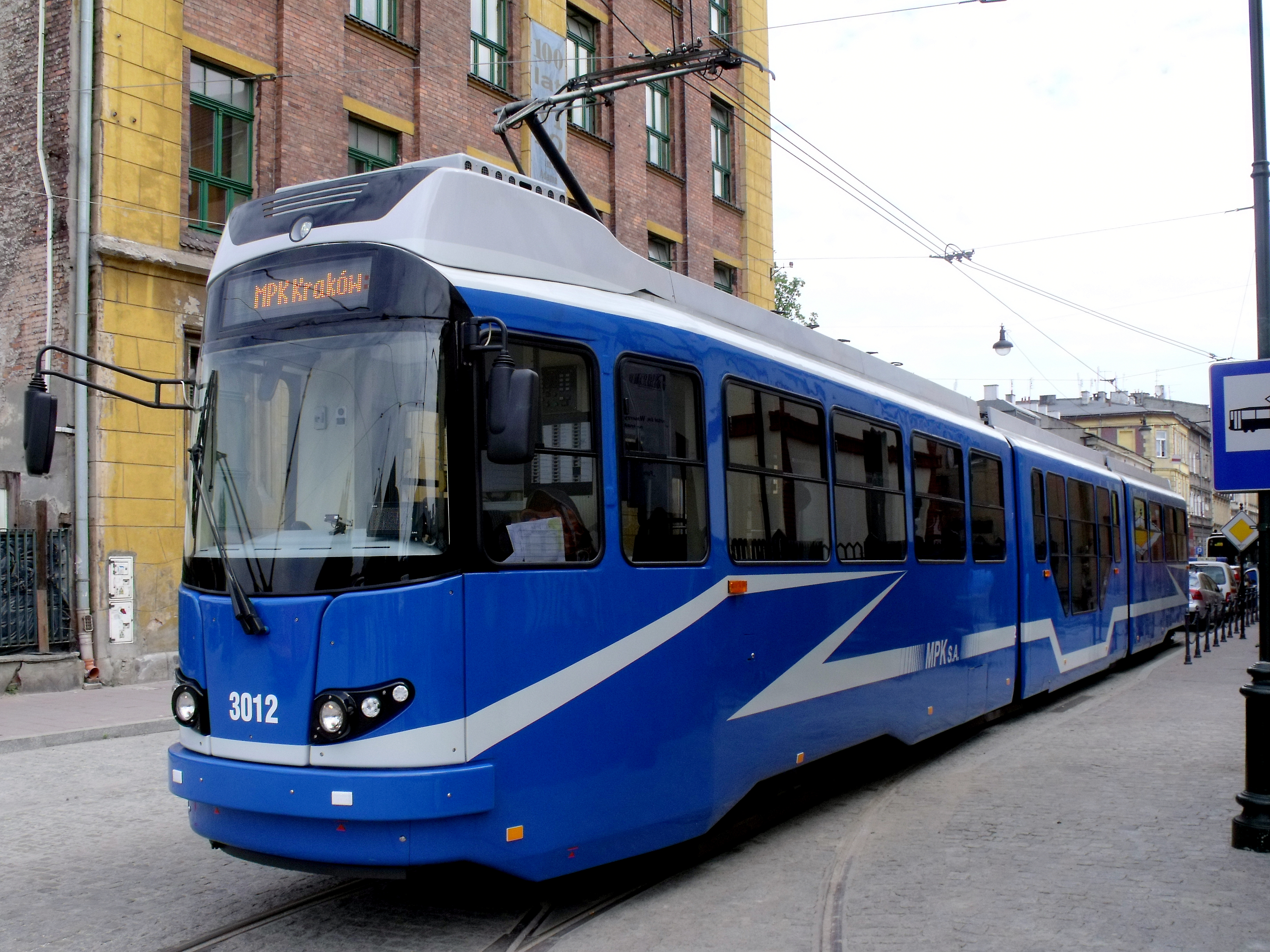
Der völlig überarbeitete Wiener E_{6} als EU8N

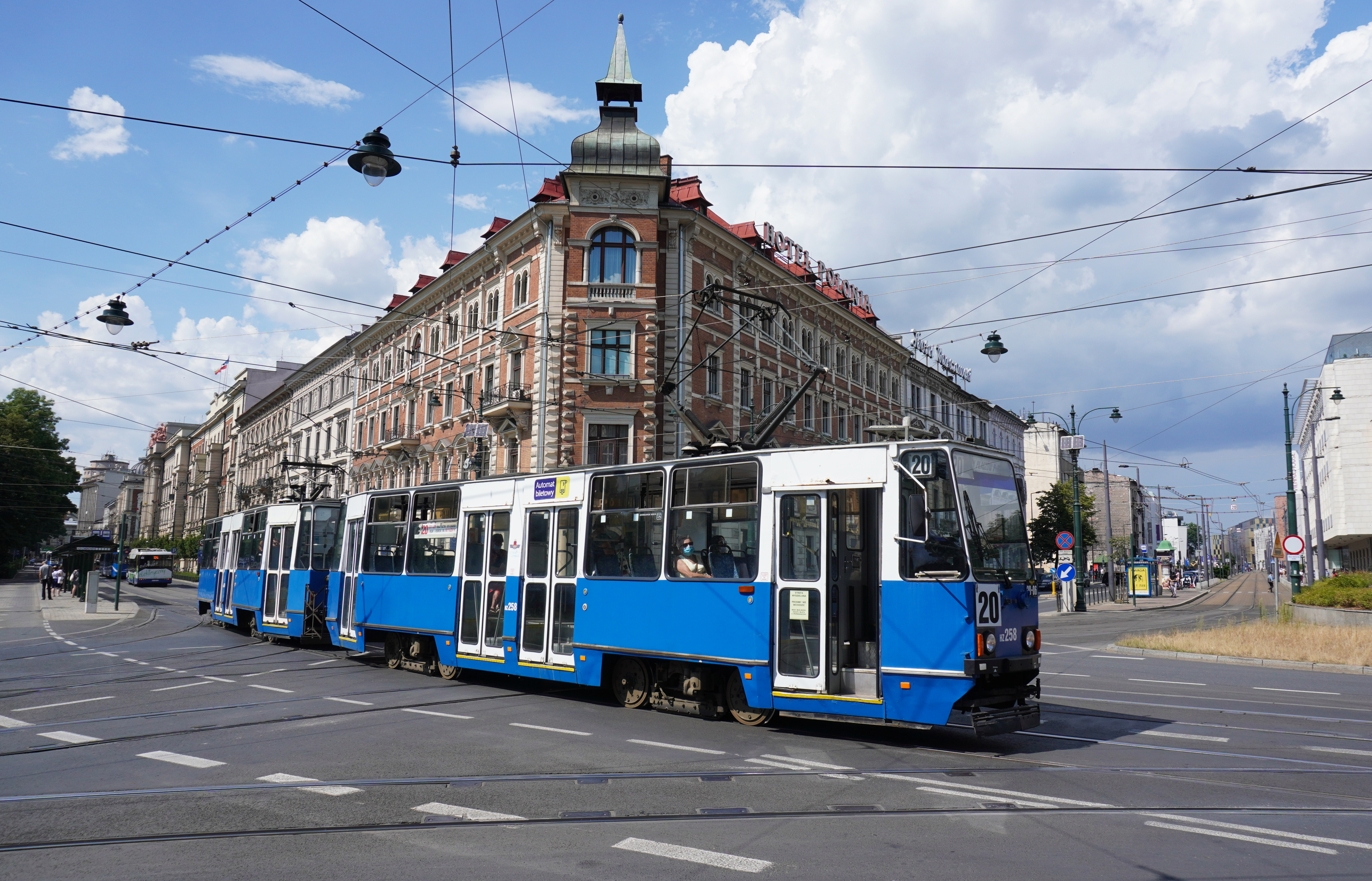
Eine Konstal-Doppeltraktion nahe dem Hauptbahnhof.

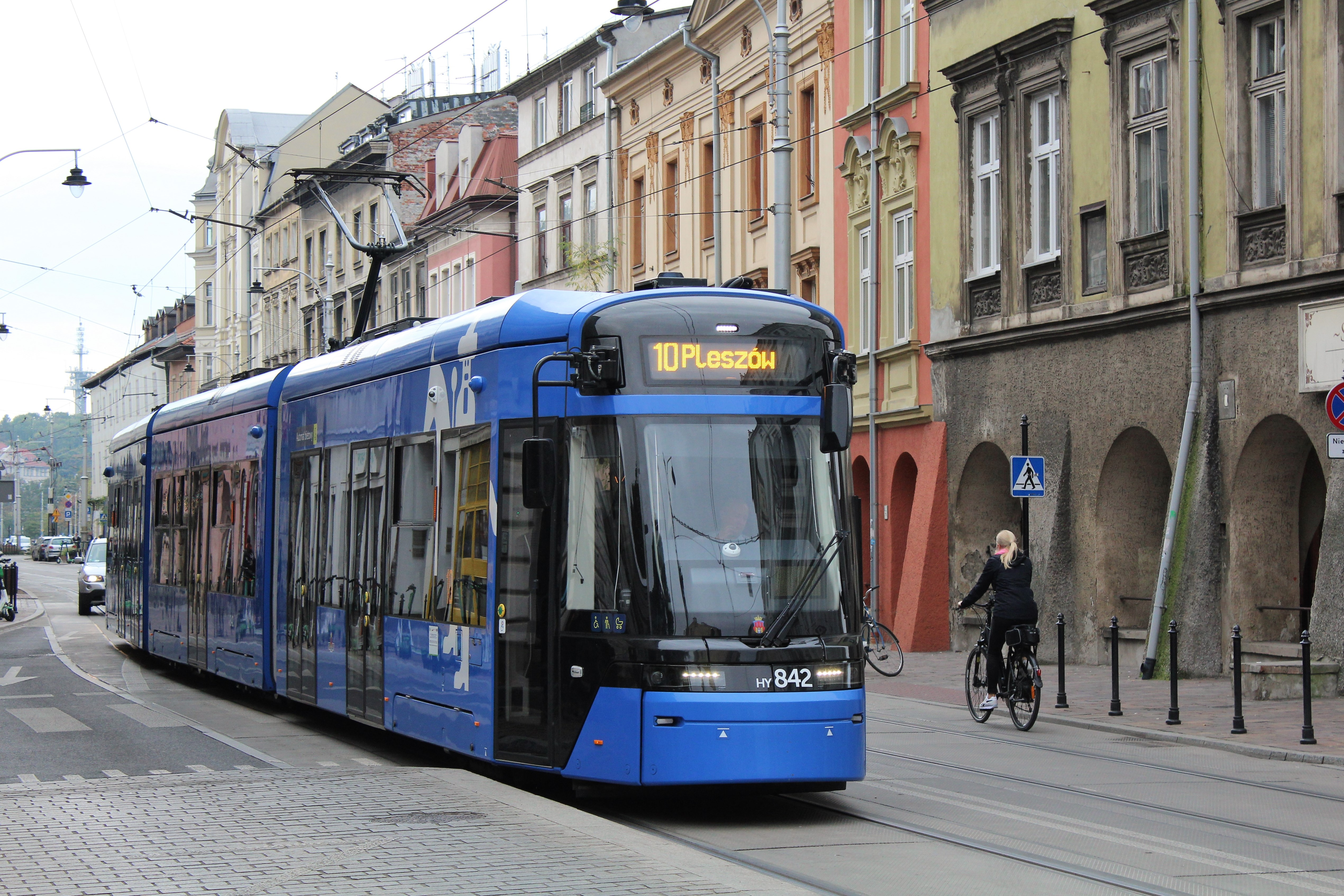
Stadler Tango «Lajkonik», einer von 110 Wagen

Die Straßenbahn Krakau (polnisch Tramwaje w Krakowie) ist das schienengebundene Nahverkehrssystem der südpolnischen Großstadt Krakau (polnisch Kraków).

## Geschichte
Im Jahr 1881 erhielt das belgische Unternehmen Compagnie Generale de Chemins de Fer Secondaires von der Stadt Krakau eine auf 45 Jahre befristete Konzession für den Betrieb einer Pferdebahnlinie. Als Besonderheit wählte der Betreiber die nur selten verwendete Spurweite von 900 mm. Die Inbetriebnahme erfolgte im Oktober 1882. Das österreichische Eisenbahnministerium erteilte mit dem Reichsgesetzblatt RGBl. 90/1900 eine Konzession für den Betrieb eines Netzes von mit elektrischer Kraft zu betreibenden schmalspurigen Kleinbahnlinien in Krakau. Im Jahr 1901 wurde die erste Linie auf elektrischen Betrieb umgestellt.
Ab 1913 entstand ein zweites Straßenbahnnetz in der üblichen Normalspur. Das Eisenbahnministerium widerrief die Konzession für die Schmalspurlinien teilweise mit RGBl. 32/1916. Im RGBl. 72/1916 erfolgte die Kundmachung des Eisenbahnministeriums, betreffend die Konzessionierung mehrerer mit elektrischer Kraft zu betreibender normalspuriger Kleinbahnlinien im Gebiete der königlichen Hauptstadt Krakau.
Vier Jahrzehnte bestanden in Krakau Netze beider Spurweiten, bis im Jahr 1952 die letzte Schmalspurstrecke stillgelegt wurde. Gleisreste blieben in der Altstadt bis heute erhalten.
Im Jahr 1952 wurde das Krakauer Straßenbahnnetz um eine Verbindung nach Nowa Huta erweitert. Für die Geschichte der letzten Jahre sind besonders der Bau einer Untergrundstrecke unter dem Hauptbahnhof sowie die Herstellung von Schnellstraßenbahnstrecken als bedeutsam zu nennen. Schnellstraßenbahnlinien werden im Linienschema mit Nummern ab 50 hervorgehoben. Diese Schnellstraßenbahnlinie wird auch als Stadtbahn Krakau bezeichnet.

## Betrieb
Heute erscheint die Krakauer Straßenbahn als modernes zeitgemäßes innerstädtisches Verkehrsmittel mit einem hohen Anteil neuwertiger Niederflurwagen. Daneben sind auch noch gebrauchte Straßenbahnzüge aus Wien, Düsseldorf und Nürnberg sowie ältere Züge aus polnischer Produktion im Einsatz.
Der historische Straßenbahnwagen 37 aus dem Jahr 1913 erinnert an die Straßenbahngeschichte in der altösterreichischen Epoche – das Fahrzeug ist bauartähnlich zu zeitgenössischen Wiener Fahrzeugen, insbesondere des Typs H.

### Linien
Im Februar 2021 existierten 23 reguläre und eine Museumslinie – die „0“. Die Linien 44 und 49 verkehren nur zu den Hauptverkehrszeiten, die Linien 50 und 52 sind bevorrechtigte Linien. Die Nachtlinien (62–69) wurden 2019 bzw. 2020 eingestellt. Am 1. November 2016 wurden einmalig die Linien 81–89 als spezielle Allerheiligenlinien angeboten.
| Linie | Anfang                | Ende                               | Fahrzeit | Haltestellen | Takt [Min] Werktags/Wochenende | Betriebszeit          |
|       | Wzgórza Krzesławickie | Salwator                           | 43 min   | 29           | 7,5/20                         | 4:30–23:00            |
|       | Salwator              | Cmentarz Rakowicki                 | 19 min   | 12           | 15/20                          | 5:00–23:00            |
|       | Nowy Bieżanów P+R     | Krowodrza Górka                    | 40 min   | 24           | 7,5/20                         | 4:45–22:30            |
|       | Wzgórza Krzesławickie | Bronowice Małe                     | 50 min   | 32           | 15                             | 4:30–22:30            |
|       | Wzgórza Krzesławickie | Krowodrza Górka                    | 36 min   | 23           | 15                             | 4:30–22:30            |
|       | Kurdwanów P+R         | Cichy Kącik                        | 36 min   | 24           | 15                             | 6:00–20:00            |
|       | Borek Fałęcki         | Bronowice Małe                     | 30 min   | 22           | 7,5/20                         | 4:30–23:00            |
|       | Mistrzejowice         | Nowy Bieżanów P+R                  | 55 min   | 35           | 15/20                          | 4:30–23:00            |
|       | Pleszów               | Łagiewniki                         | 56 min   | 34           | 15/20                          | 4:30–22:30            |
|       | Mały Płaszów          | Czerwone Maki P+R                  | 37 min   | 24           | 15/20                          | 5:00–23:00            |
|       | Nowy Bieżanów         | Bronowice                          | 49 min   | 31           | 7,5/20                         | 5:00–23:00            |
|       | Mistrzejowice         | Bronowice                          | 50 min   | 33           | 15/20                          | 5:00–23:00            |
|       | Mistrzejowice         | Bardosa                            | 25 min   | 14           | 15/–                           | 6:30–18:00            |
|       | Czerwone Maki P+R     | Papierni Pradnickich               | 50 min   | 33           | 7,5/20                         | 4:30–23:00            |
|       | Borek Fałęcki         | Dworzec Towarowy                   | 35 min   | 19           | 15/20                          | 4:30–23:00            |
|       | Cichy Kącik           | Mały Płaszów                       | 30 min   | 20           | 7,5/20                         | 5:00–23:00            |
|       | Pleszów               | Osiedle Piastów                    | 30 min   | 19           | 15–30/20–60                    | 5:00–22:30            |
|       | Borek Fałęcki         | Kopiec Wandy                       | 60 min   | 47           | 15/20                          | 4:30–23:00            |
|       | Kurdwanów             | Bronowice Małe                     | 45 min   | 28           | 15/20                          | 4:30–23:00            |
| 44    | Kopiec Wandy          | Dworzec Towarowy                   | 32 min   | 20           | 15/–                           | 5:00–9:00 13:00–18:00 |
| 49    | Nowy Bieżanów P+R     | TAURON Arena Kraków Wieczysta      | 34 min   | 21           | 15/–                           | 5:00–8:30 13:00–18:00 |
|       | Papierni Pradnickich  | Kurdwanów                          | 40 min   | 30           | 5/10                           | 5:00–23:30            |
|       | Kurdwanów             | Bronowice Małe                     | 45 min   | 28           | 15/20                          | 4:30–23:00            |
|       | Czerwone Maki P+R     | Osiedle Piastów                    | 60 min   | 34           | 5/10                           | 5:00–23:00            |
|       | Czerwone Maki P+R     | Plac Centralny im. Ronalda Reagana | 62 min   | 35           | 30                             | 23:30–4:00            |
|       | Bronowice Małe        | Osiedle Piastów                    | 54 min   | 30           | 30                             | 23:30–3:30            |
|       | Krowodrza Górka       | Nowy Bieżanów                      | 50 min   | 28           | 30                             | 23:30–4:30            |

## Fahrzeuge

### Übersicht
Der Fuhrpark setzt sich aus einigen verbliebenen Hochflurwagen des Typs 105N bzw. 105Na, gebraucht aus Deutschland und Österreich gekauften Fahrzeugserien sowie mehreren Serien moderner Niederflurwagen zusammen. Die meisten der gebraucht gekauften Fahrzeuge verfügen über ein niederfluriges Mittelteil. Darüber hinaus sind mehrere Prototypen als Einzelstücke vorhanden.
| Nummern          | Anzahl    | Hersteller | Typ                    | Name      | Charakteristik                                              | Baujahre                | in Krakau seit          | Bemerkung |
| ---------------- | --------- | ---------- | ---------------------- | --------- | ----------------------------------------------------------- | ----------------------- | ----------------------- | --- |
| 213…280          | 32        | Konstal    | 105N/105Na             |           | Einrichtungswagen Hochflurwagen Triebwagen                  | 1975–1992               | 1975–1992               | |
| 118…164          | 15        | SGP/Lohner | E1                     |           | Einrichtungswagen Hochflurwagen Triebwagen                  | 1966–1977               | 2004                    | übernommen von der Straßenbahn Wien                                                                                     |
| 521…564          | 11        | SGP/Lohner | c3                     |           | Einrichtungswagen Hochflurwagen Beiwagen                    | 1966–1977               | 2004                    | übernommen von der Straßenbahn Wien                                                                                     |
| 451–462          | 12        | MAN        | N8S-NF                 |           | Zweirichtungswagen mit geringem Niederfluranteil Triebwagen | 1976–1977               | 2006                    | übernommen von der Straßenbahn Nürnberg, Ergänzung des Niederflurmittelteils bereits in Nürnberg                        |
| 301…331          | 29        | Duewag     | Mannheim (GT8S)        |           | Zweirichtungswagen mit geringem Niederfluranteil Triebwagen | 1973–1975               | 2009                    | übernommen von der Straßenbahn Düsseldorf; Ersatz des hochflurigen Mittelteils durch ein niederfluriges in Krakau       |
| 401…440          | 39        | Rotax      | Mannheim (EU8N)        |           | Einrichtungswagen mit geringem Niederfluranteil Triebwagen  | 1979–1990               | 2010                    | übernommen von der U-Bahn Wien als Typ E6; Umbau zu Einrichtungswagen und Ergänzung des Niederflurmittelteils in Krakau |
| 999              | 1         | Protram    | 405N                   |           | Einrichtungswagen mit geringem Niederfluranteil Triebwagen  | 2012                    | 2012                    | Umbau/Modernisierung dreier 105N mit zwei zusätzlichen niederflurigen Mittelteilen                                      |
| 601–650          | 50        | Bombardier | Flexity Classic (NGT6) |           | Einrichtungswagen Niederflurwagen Triebwagen                | 1999–2008               | 1999–2008               | in drei Lieferserien mit zwei verschiedenen Frontformen                                                                 |
| 801–824          | 24        | Bombardier | Flexity Classic (NGT8) |           | Einrichtungswagen Niederflurwagen Triebwagen                | 2012                    | 2012                    | |
| 899              | 1         | Newag      | 126N Nevelo            |           | Einrichtungswagen Niederflurwagen Triebwagen                | 2012                    | 2012                    | |
| 901–936          | 36        | Pesa       | 2014N Twist            | Krakowiak | Einrichtungswagen Niederflurwagen Triebwagen                | 2015                    | 2015                    | |
| 701–745, 825–889 | 110       | Stadler    | Tango                  | Lajkonik  | Einrichtungswagen Niederflurwagen Triebwagen                | ab 2020                 | ab 2020                 | zusätzlich Wagen 799: Prototyp für den Fahrzeugtyp Tina                                                                 |
|                  |           |            |                        |           |                                                             |                         |                         | |
|                  | 30        | Pesa       | Twist 3.0              |           | Zweirichtungswagen Niederflurwagen Triebwagen               | voraussichtlich ab 2028 | voraussichtlich ab 2028 | 33,3 Meter lang |
|                  | bis zu 30 | Pesa       | Twist 3.0              |           | Einrichtungswagen Niederflurwagen Triebwagen                |                         |                         | 33,3 Meter lang |
|                  | bis zu 30 | Pesa       | Twist 3.0              |           | Einrichtungswagen Niederflurwagen Triebwagen                |                         |                         | 43,8 Meter lang |

### Twist 3.0
Im Dezember 2023 wurden drei Ausschreibungen zur Beschaffung von jeweils bis zu 30 Neufahrzeugen veröffentlicht. Eine betraf Einrichtungswagen mit einer Länge von 32 bis 34 Metern, eine weitere Zweirichtungswagen der gleichen Länge und die dritte Einrichtungswagen mit einer Länge von 42 bis 45 Metern. Für die kürzeren Fahrzeuge gaben die Hersteller Bozankaya und Stadler Angebote ab, für die längeren Fahrzeuge nur Bozankaya. Alle Angebote überschritten jedoch die Budgets, so dass die Ausschreibungen annulliert und neu veröffentlicht wurden. Im zweiten Anlauf gab für die kürzeren Fahrzeuge nur Pesa Angebote ab, für die längeren Fahrzeuge dagegen Pesa und Škoda. In diesen Verfahren wurden die Zuschläge an Pesa erteilt und im April 2024 Rahmenverträge für Fahrzeuge der Plattform Twist 3.0 mit Längen von 33,3 und 43,8 Metern unterzeichnet. Der Lieferbeginn wurde dabei für 2027 angekündigt. Als erster aus den Rahmenverträgen resultierender Einzelvertrag wurden im August 2025 die 30 Zweirichtungswagen zur Lieferung ab 2028 bestellt.

## Erinnerungskultur

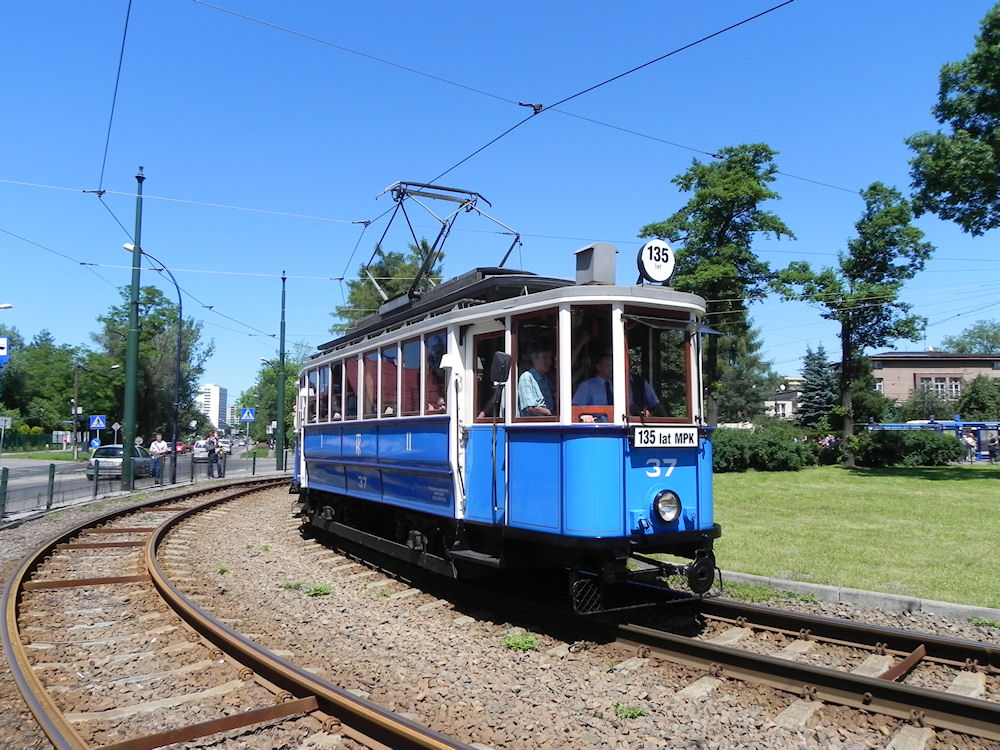

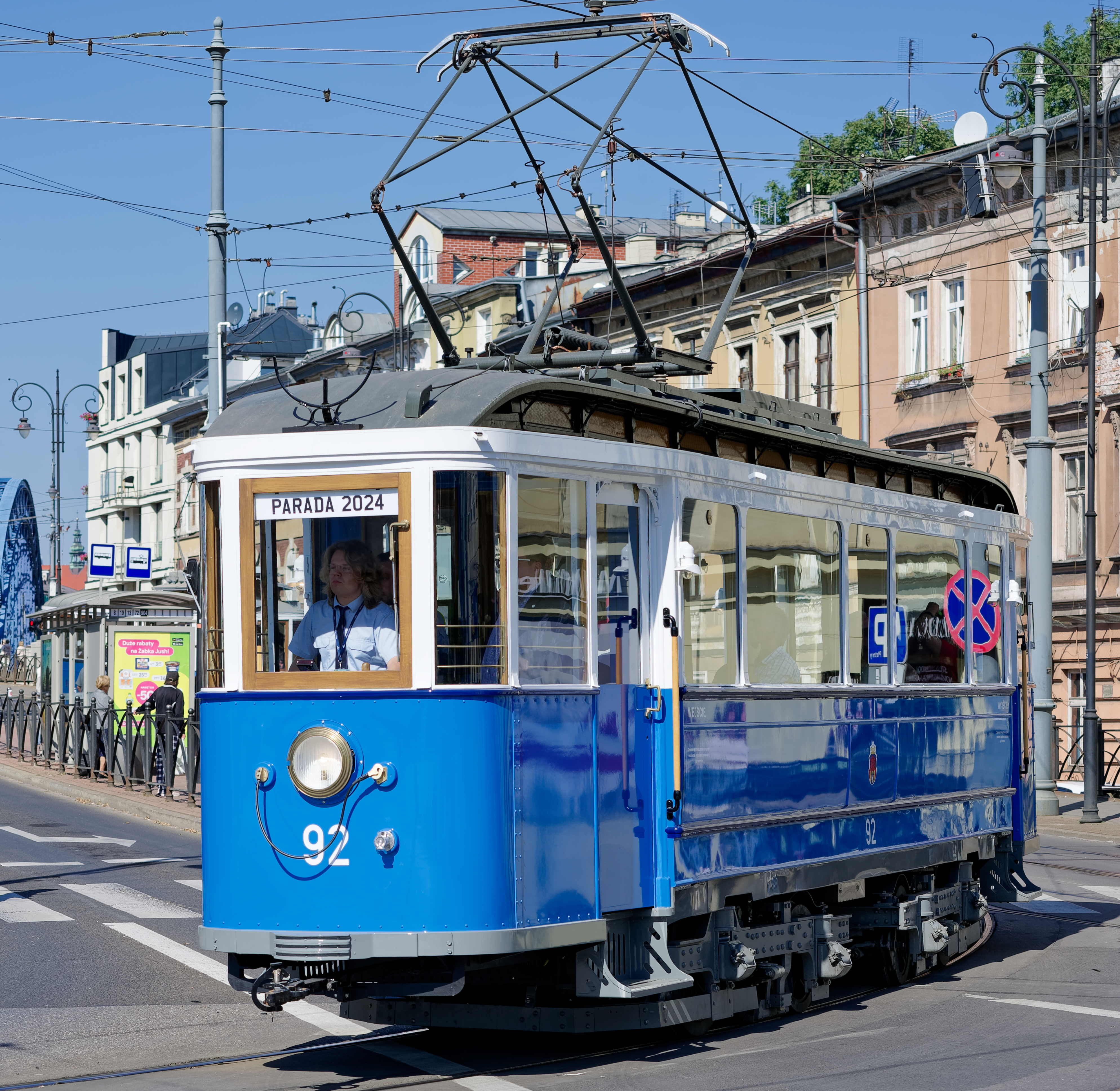

Es sind einige Museumsfahrzeuge vorhanden, die meist auch restauriert sind. Einige davon sind betriebsfähig und können im Fahrbetrieb vorgeführt werden.